# Kaginawa

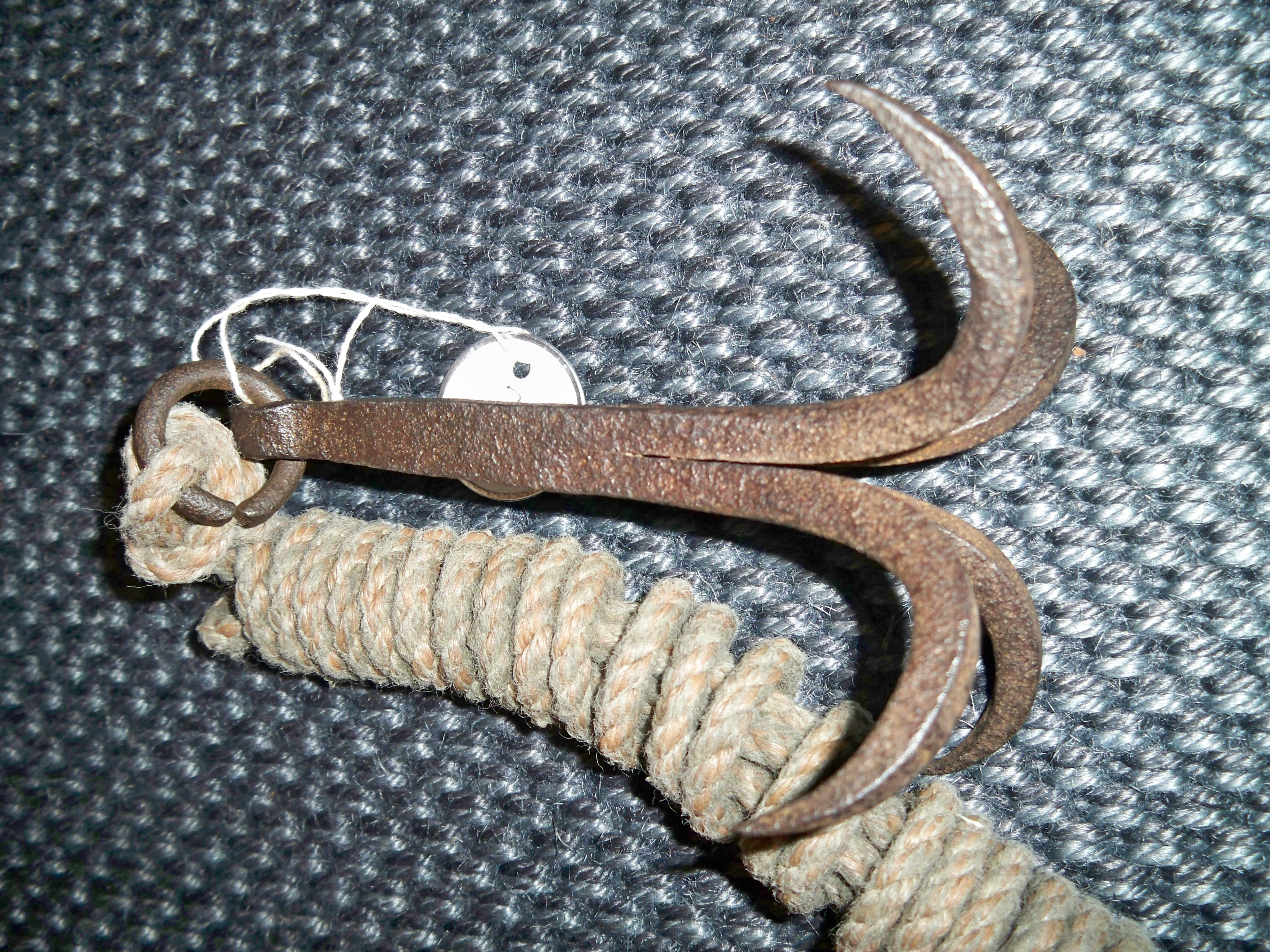
Kaginawa, antiguo gancho de escalar de hierro japonés.

Kaginawa (鈎縄?) es la unión de las palabras kagi que significa "gancho" y nawa que significa "cuerda". El kaginawa es un tipo de arpeo utilizado como herramienta en el Japón feudal por la clase samurái, sus criados, los soldados de a pie y, según informes por los ninjas. Los kaginawas tienen varias configuraciones, de uno a cuatro ganchos. El kagi se unía a un nawa de  longitud variable; éste se utilizaba para escalar una pared, para asegurar un barco o para colgar la armadura y otros equipos durante la noche. Los kaginawas se utilizaron regularmente durante varios asedios a castillos. El nawa estaba unido a un anillo en un extremo que podía utilizarse para colgarlo de una silla de montar.